# Kalifornischer Schweinswal

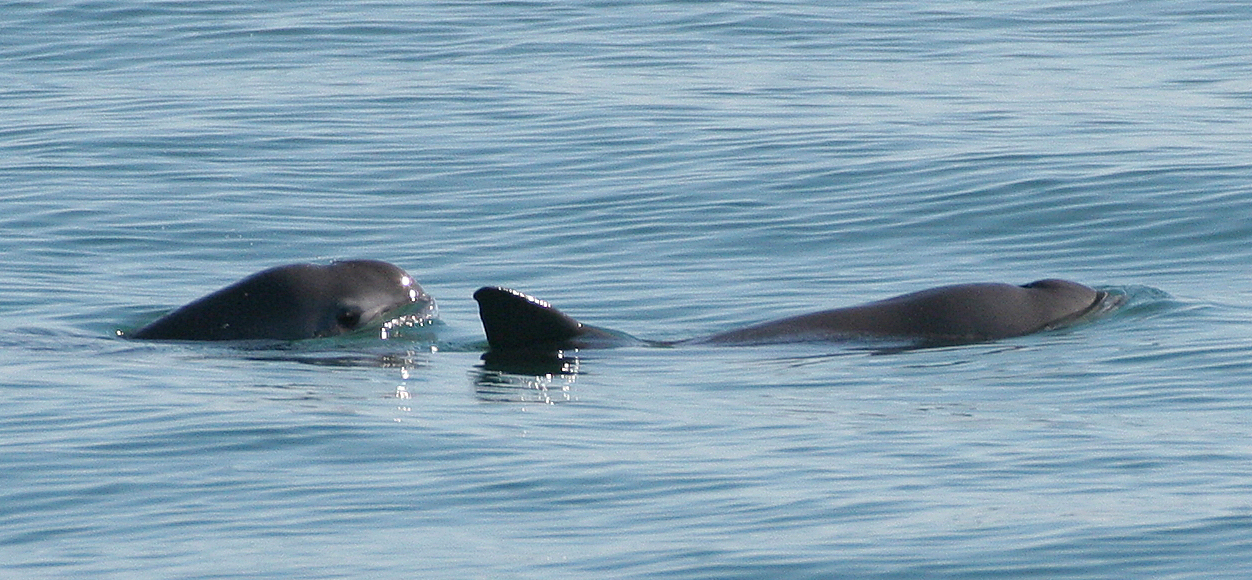
Kalifornische Schweinswale

Der Kalifornische Schweinswal (Phocoena sinus), auch Golftümmler oder Vaquita genannt, ist eine Walart aus der Familie der Schweinswale (Phocoenidae). Er bewohnt nur ein kleines Gebiet im Nordwesten des Golfs von Kalifornien und zählt zu den bedrohtesten Säugetierarten überhaupt, was auch durch die Aufnahme in die IUCN-Liste der hundert am stärksten vom Aussterben bedrohten Arten unterstrichen wird. Bedroht ist die Art vor allem auch als „Beifang“ der illegalen Jagd auf die im gleichen Lebensraum lebenden Totoabas, eine Art der Umberfische.

## Merkmale
Mit einer Länge von 1,5 Metern und einem Gewicht von rund 50 Kilogramm ist der Kalifornische Schweinswal, neben La-Plata-Delfin und Hector-Delfin, einer der kleinsten Wale der Welt. Die Weibchen werden größer als die Männchen. Er ist insgesamt grau gefärbt, wobei er am Rücken dunkler ist als am Bauch. Auge und Mundspalt sind dunkel umrandet. Vom Kinn ausgehend verläuft ein grauer Streifen, der zu den Flippern hin breiter wird. Die Flipper sind klein und breit. Verglichen mit anderen Schweinswalen ist die dreieckige Finne im Verhältnis zum Körper recht groß. Die sichelförmige Fluke ist gekerbt und läuft an den Enden spitz aus.

## Lebensweise
Kalifornische Schweinswale kommen in erster Linie im nördlichen Teil des Golfes von Kalifornien südlich der Mündung des Colorados vor. Sie bevorzugen wärmere Gewässer als andere Schweinswale, der Golf von Kalifornien kann im Sommer bis zu 36 Grad Celsius warm werden. Kalifornische Schweinswale leben einzelgängerisch oder in Paaren und ernähren sich von Kopffüßern und Fischen.
Über die Fortpflanzung des Kalifornischen Schweinswals gibt es kaum Erkenntnisse. Es wird angenommen, dass die Tiere im Alter von etwa sechs Jahren geschlechtsreif werden. Die Paarungszeit ist im späten Frühling, nach einer Tragzeit von zehn bis elf Monaten bringen die Weibchen ein einzelnes Junges zur Welt. Im Gegensatz zu anderen Schweinswalen paaren sich die Weibchen erst im folgenden Jahr wieder.

## Lebensraum

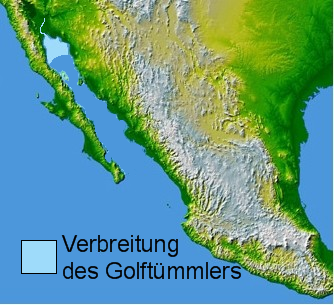
Die Verbreitung des Kalifornischen Schweinswals (hellblau)

Der Lebensraum des Kalifornischen Schweinswals beträgt rund 2235 km² vor der Ostküste der Baja California. Da 1993 nur noch etwa 500 Exemplare des Kalifornischen Schweinswals existierten, setzten sich verschiedene Organisationen wie die ASMS oder IFAW für die Einrichtung eines Meeresschutzgebietes ein. Nachdem ein 930.000 Hektar umfassendes Gebiet eingerichtet worden war, scheiterte die Einrichtung weiterer Schutzgebiete an der kommerziellen Fischindustrie, die kein Interesse an einem Verbot des Fischfangs hatte.

## Bestand
1997 wurde die Population erneut auf weniger als 600, 2012 auf weniger als 200, 2015 auf weniger als 100 und 2016 auf nur noch rund 30 Individuen geschätzt. Als Ursache für die Reduzierung des Bestands gelten weder die genetische Verarmung noch ein Verlust des Lebensraumes oder Umweltverschmutzung, sondern die Folgen der Fischerei: Jedes Jahr verenden bis zu 80 Kalifornische Schweinswale als so genannter Beifang in Fischernetzen. Nach dem 2006 vermeldeten mutmaßlichen Aussterben der Chinesischen Flussdelfine gilt der Kalifornische Schweinswal heute als der am stärksten vom Aussterben bedrohte Kleinwal. Die IUCN listet ihn als vom Aussterben bedroht („critically endangered“).
Wie in Royal Society Open Science berichtet wurde, gab es 2018 weniger als 19 Kalifornische Schweinswale. Das gehe aus der Auswertung der Aufnahmen von Unterwassermikrophonen hervor. Gesichtet wurden in dem Jahr aber nur sechs Tiere, darunter ein Weibchen mit Kalb.
Laut Pressemeldungen Ende 2019 beläuft sich gemäß Aufzeichnungen mexikanischer Umweltschutzorganisationen der Bestand in freier Wildbahn lebender Tiere auf noch lediglich 19 Exemplare.

## Kampagnen zum Schutz
Seit 2014 versucht die Organisation Sea Shepherd mit der Operation Milagro die Art zu retten. Hauptsächlich fährt die Organisation mit den vier Schiffen Farley Mowat, John Paul DeJoria, Sharpie und White Holly Patrouille im Verbreitungsgebiet und entfernt dort illegal aufgestellte Stellnetze.
Avaaz forderte im Juni 2017 in einer Petition an die mexikanische Regierung ein Verbot der Stellnetzfischerei, da sich die Kalifornischen Schweinswale in den Netzen verfingen und dadurch ertränken. Sie berufen sich auf Artikel in der Zeit und in der Welt. Im Herbst 2017 scheiterte der Versuch, die letzten überlebenden Kalifornischen Schweinswale einzufangen, um sie in Gefangenschaft vor den illegalen Totoaba-Kiemennetzen der Fischer zu retten. Nachdem gleich der erste gefangene Wal wegen seiner Panik wieder freigelassen werden musste und der zweite durch Stress verendet war, wurde das Vorhaben ergebnislos abgebrochen.
Am 21. März 2019 beschloss die mexikanische Regierung vor der Westküste Mexikos eine Schutzzone für die letzten geschätzten 10 bis 15 Kalifornischen Schweinswale.
Der Schauspieler Leonardo DiCaprio setzt sich für den Schutz der Art ein und drehte 2019 unter dem Titel Sea of Shadows einen Dokumentarfilm über die Bemühungen zur Rettung der Vaquitas.
Der wissenschaftliche Ausschuss der Internationalen Walfangkommission (IWC) warnte 2023 zum ersten Mal in seiner Geschichte vor dem Aussterben einer Walart – der Vaquitas.